# Ратхор (клан)

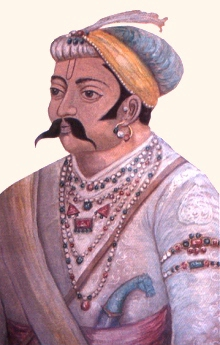
Рао Джодха (1416—1489), раджа Марвара (1459—1489)

Ратхор (хинди राठौड़) — клан индуистских раджпутов, обитающий в Северной Индии. Ратхор один из тридцати шести раджпутских кланов. Альтернативные варианты написания включают Rathaur или Rathor или Rathur или Rathod или Rathour или Rahtore. Храбрость ратхорских всадников была высоко оценена савойским авантюристом Бенуа де Буанем после его военной кампании против них.
Ратхор как и другие раджпутские кланы по-разному претендуют на происхождение от Сурьяванши (Солнечной династии). Тем не менее, историки утверждают, что такое знатное происхождение не имеет исторических оснований, и было сфабриковано брахманами для того, чтобы дать, главным образом, неграмотным воинам из низших каст добиться повышения статуса и престижа в процессе, называемом Раджпутизация.
Ратхоры также утверждают, что являются потомками династии Гахадавала XI века в Варанаси. Ратхоры из княжества Джодхпур утверждали, что являются потомками Джаячандры, раджи Антараведи (ок. 1170—1194). Заминдары феодального поместья Манда, которые называли себя Ратхор, прослеживали свою родословную до предполагаемого брата Джаячандры Маникячандры (Маник Чанд). Эти утверждения восходят к бардийским хроникам; например, согласно эпической поэме Prithviraj Raso, Ратхор был эпитетом Джаячандры (Джайчанда). Эти утверждения имеют более позднее происхождение, и их историческая достоверность сомнительна. В средневековый период Гахадавалы были анахронично классифицированы как один из кланов раджпутов, несмотря на то, что раджпутская идентичность не существовала в их время.

## Ратхорские княжества
Различные боковые ветви клана Ратхор постепенно распространились, чтобы охватить весь Марвар и позже основали государства в Центральной Индии и Гуджарате. Королевская семья Марвара считается главным домом Ратхоров. Во время обретения независимости Индии в 1947 году княжеские государства, управляемые различными ветвями клана Ратхор, включали:
- Джодхпур (Марвар) в современном Раджастане, основанный в 1459 году Рао Джодхой.
- Биканер в современном Раджастане, основанный в 1465 году Рао Бикаджи (сыном Рао Джодхи).
- Кишангарх в современном Раджастане, основанный в 1611 году Раджой Кишаном Сингхом.
- Идар в современном Гуджарате, основанный в 1729 году Рао Анандом Сингхом.
- Ратлам в современном штате Мадхья-Прадеш, основанный в 1651 году Махараджей Ратаном Сингхом.
- Джхабуа в современном штате Мадхья-Прадеш, основанный в 1584 году Раджой Кешавом Дасом.
- Ситамау в современном штате Мадхья-Прадеш, основан в 1701 году Раджой Кешо Дасом.
- Саилана в современном штате Мадхья-Прадеш, основанная в 1730 году Раджой Джай Сингхом.
- Алираджпур в современном штате Мадхья-Прадеш, основанный в 1437 году Раджой Анандом Део.
- Серайкела в современном Джаркханде, основанная в 1620 году Раджой Бикрамом Сингхом.